# Euxoa grisea
Euxoa grisea là một loài bướm đêm trong họ Noctuidae.